# Virgilio Piñera
Virgilio Piñera Llera (Cárdenas, 4 agosto 1912 – L'Avana, 18 ottobre 1979) è stato uno scrittore, poeta e drammaturgo cubano.

## Biografia
Nato a Cárdena il 4 agosto 1912 da padre ingegnere ferroviario e madre insegnante, ha compiuto gli studi all'Università dell'Avana.
I suoi esordi letterari sono stati poetici con le raccolte di liriche pubblicate tra il 1941 e il 1944 Las furias, La isla en peso e Poesía y prosa e la collaborazione alla rivista Orígenes.
Intellettuale anticonformista, ateo e omosessuale, nel corso della sua carriera ha scritto numerosi racconti, 3 romanzi e alcune opere teatrali avvicinabili al teatro dell'assurdo.
È morto a L'Avana il 18 ottobre 1979 all'età di 67 anni a causa di un arresto cardiaco.

## Opere principali

### Romanzi
- La carne di René (La carne de René, 1952), Torino, Il Quadrante, 1988 traduzione di Giancarlo Depretis ISBN 88-381-0041-1.
- Pequeñas maniobras (1963)
- Presiones y diamantes (1967)

### Racconti
- El conflicto (1942)
- Cuentos fríos (1956), Piombino, Il Foglio, 2017 traduzione di Gordiano Lupi ISBN 978-88-7606-692-4.
- Oficio de tinieblas (1961)
- El que vino a salvarme (1970)
- Cuentos (1979)
- Cuentos completos (1999)
- L'Inferno e altri racconti brevi, Piombino, Il Foglio, 2013 traduzione di Gordiano Lupi ISBN 978-88-7606-430-2.

### Poesia
- Las furias (1941)
- La isla en peso (1943)
- Poesía y prosa (1944)
- La vida entera (1969)

### Teatro
- Electra Garrigó (1948)
- Falsa alarma (1949)
- Aire frío (1959)
- Dos viejos pánicos (1968)

## Premi e riconoscimenti
- Premio Casa de las Américas: 1968 vincitore nella sezione "Teatro" con Dos viejos pánicos